# Планета обезьян (фильм, 2001)
«Планета обезьян» (англ. Planet of the Apes) — фантастический фильм 2001 года режиссёра Тима Бёртона, снятый по мотивам романа «Планета обезьян» французского писателя Пьера Буля и одноимённого фильма 1968 года.

## Сюжет
2029 год. На космической станции «Оберон» готовится эксперимент по испытанию модулей космического корабля, пилотируемого человекообразными обезьянами. Руководитель проектной группы капитан Лео Дэвидсон работает с шимпанзе по имени Перикл. Неподалёку обнаруживается неопознанная электромагнитная аномалия, и Лео принимает решение отправить в неё исследовательский модуль с Периклом, который буквально в ней растворяется. Расстроенный возможной утратой смышлёного питомца, капитан захватывает второй модуль, и, сев в него, отправляется в сторону аномалии, проигнорировав приказ командира. Проникнув в сердце электромагнитного шторма, модуль Дэвидсона теряет высоту и приземляется на неопознанную планету земной группы, свалившись в озеро. 
Выплыв на поверхность озера и разыскивая выход из лесной чащи, Лео внезапно смешивается с толпой аборигенов, которых преследует отряд говорящих обезьян в униформе. Астронавта принимают за местного,  хватают и вместе с остальными людьми сажают в клетки. Пленники попадают к работорговцу-орангутангу Лимбо, яростно ругающего полученный товар. Внешний вид и поведение Лео привлекает внимание шимпанзе Ари — дочери сенатора Сандера, убеждённой последовательницы Ассоциации защиты человека. Она покупает Лео и Даэну Уайлд, а затем приводит обоих к себе домой.
Ночью Лео удаётся организовать побег, освободив из клеток и себя и других рабов. В планах его добраться до ближайшего космического модуля, с которого на его пейджер поступают сигналы, чтобы завладеть технологиями и оружием XXI века, которые обезопасили бы его в агрессивном обезьяньем мире. К группе беглецов присоединяются работорговец Лимбо, слуга-человек Тивалл, а также шимпанзе Ари и её верный слуга Крулл, бывший генерал обезьяньей армии, разжалованный в результате заговора своих бывших соратников и друзей, жестокого шимпанзе Тэйда и недалёкого гориллы Аттара. Отец Тэйда сенатор Зэйус умирает, но перед смертью сообщает сыну, что до обезьян мир принадлежал жестоким и воинственным людям, погубившим свою цивилизацию, а в качестве подтверждения показывает ему спрятанный в кувшине ржавый пистолет-пулемет.
Преследователи убивают отца Даэны, но его смерть помогает группе оторваться от них и достичь границы обезьяньей страны, где располагается лагерь солдат-горилл. С помощью очередной уловки Лео удаётся прорваться через него к реке, которую обезьяны, боящиеся воды, сами форсировать не могут. Пока присоединившиеся к преследователям Тэйд и Аттар ищут ближайший брод, Лео ведёт свою группу в запретный район, называемый Калима. Там, по словам Ари, кроется тайна происхождения всех обезьян, и именно там Всевышний вдохнул некогда душу в первую из обезьян — святого Симоса. В Калиме Дэвидсон, ориентирующийся по сигналу на пейджере, неожиданно находит остатки своей космической станции «Оберон». Выясняется, что при пересечении электромагнитной бури его модуль перекинуло в будущее. Последние же записи бортового журнала свидетельствуют о том, что спустя несколько дней после исчезновения Перикла и капитана командиром принято решение последовать за ними, в результате чего сама станция совершила аварийную посадку на той же планете, а вырвавшиеся на волю обезьяны под руководством шимпанзе Симоса перебили весь экипаж.
Собравшиеся с окрестных гор аборигены провозглашают Лео пророком — символом своего освобождения. Невзирая на неуверенность своего лидера, они решают бросить вызов подходящему к Калиме войску генерала Тэйда. Начинается жестокая битва, в которой погибает множество людей и обезьян. Крулл гибнет в схватке со своим бывшим другом Аттаром. Неожиданно на поле сражения прибывает посадочный модуль шимпанзе Перикла, которого обезьяны принимают за самого Симоса. Разъяренный Тэйд пытается убить и Перикла, и Лео, однако последнему удаётся заточить его в одном из отсеков «Оберона».
Происходит братание людей и обезьян, которые прощаются с погибшими. Раскаявшийся Аттар объявляет, что нигде не будет отмечено, похоронены ли здесь люди или обезьяны, потому что все они одинаково являются жертвами войны. Лео Дэвидсон, поцеловав на прощанье Даэну и Ари, оставляет последней Перикла, после чего садится в его модуль, отправившись обратно к электромагнитному полю в космосе. Долетев затем до Земли, он совершает аварийную посадку посреди Вашингтона, около здания Конгресса, после чего подходит к бывшей статуе Авраама Линкольна, заметив, что теперь у неё морда генерала Тэйда. Надпись рядом гласит, что именно великому Тэйду страна обязана своей свободой и демократией. Лео с ужасом понимает, что возвращаясь из будущего, он нечаянно изменил прошлое своей страны и своего народа. К месту посадки прибывают полицейские автомобили, из которых выбегают обезьяны в синей полицейской форме…

## В ролях
| Актёр               | Роль                         |
| ------------------- | ---------------------------- |
| Марк Уолберг        | Лео Дэвидсон                 |
| Тим Рот             | Тэйд                         |
| Хелена Бонэм Картер | Ари                          |
| Майкл Кларк Дункан  | Аттар                        |
| Крис Кристофферсон  | Каруби                       |
| Эстелла Уоррен      | Даэна                        |
| Пол Джиаматти       | Лимбо                        |
| Кэри-Хироюки Тагава | Крулл                        |
| Дэвид Уорнер        | Сандер                       |
| Чарлтон Хестон      | Зэйус (отец генерала Тэйда)  |
| Эрик Авари          | Тивалл                       |
| Энн Рэмзи           | подполковник Грейс Александр |

Чарлтон Хестон и Линда Харрисон — единственные актёры из всей труппы, которые снимались в первой адаптации «Планеты обезьян» 1968 года. Линде Харрисон досталась эпизодическая роль женщины в повозке, а Чарлтону Хестону — роль умирающего Зэйуса, отца генерала Тэйда.

## Награды и номинации
- 2002 — 6 номинаций на премию «Сатурн»: лучший научно-фантастический фильм, актёр второго плана (Тим Рот), актриса второго плана (Хелена Бонэм Картер), костюмы (Коллин Этвуд), грим (Рик Бэйкер, Джон Блэйк), лучшее специальное издание на ДВД
- 2002 — две номинации на премию Британской киноакадемии: лучший костюмы (Коллин Этвуд) и грим / причёски (Рик Бэйкер, Тони Джи, Кадзухиро Цудзи)
- 2002 — номинация на премию «Гремми» за лучший саундтрек (Дэнни Эльфман)
- 2002 — две номинации на премию MTV Movie Awards: лучшее камео (Чарлтон Хестон) и лучший злодей (Тим Рот)
- 2002 — три премии «Золотая малина»: худший ремейк или сиквел, худший актёр второго плана (Чарлтон Хестон), худшая актриса второго плана (Эстелла Уоррен)[2]

## Создание

### Неудачные попытки
Изначально фильм должен был стать началом перезапуска вселенной «Планеты Обезьян». Идея о создании нового фильма пришла студии Fox в 1993 году, для чего продюсеры Дон Мерфи и Джейн Хэмшер пригласили известного режиссёра Оливера Стоуна работать над проектом. Однако Стоун, пересмотрев оригинальные экранизации, категорически отказался снимать перезапуск, правда, позже согласился, но при условии, что он значительно изменит сюжет; Fox согласилась с условием, выделив миллион долларов на доработку нового сценария, над которым затем работал Терри Хэйес. Согласно его сюжету, человечество в будущем находится на грани вымирания из-за распространённой мутации, заставляющих детей стареть и умирать и для этого главный герой и учёный Уилл отправляется в прошлое на 100 000 лет назад, чтобы избавиться от предка с дефектным геном, до того, как он передаст его своим детям, и встречается там с расой разумных и агрессивных обезьян под предводительством Арагорна, которые с помощью своих технологий пытаются внедрить тот самый дефектный ген представителям Homo sapiens, чтобы в будущем их род выродился. Уилл объединяет человеческие племена, передавая им знания пользования огнестрельным оружием и уничтожает цивилизацию обезьян, в конце строя небольшую статую свободы.
Сюжет данного сценария лишён социальной сатиры и подходил больше для зрелищного боевика; на роль главного героя решили пригласить Арнольда Шварценеггера, который, в том числе, должен был играть и обезьяну Арагорна. В качестве второго и основного режиссёра выбрали Филлипа Нойса, а над гримом и спецэффектами работал Стэн Уинстон, известный работой над такими лентами, как Чужой, Парк юрского периода и Терминатор.
Съёмки фильма начались и всё шло гладко, до курьёзного момента, когда продюсер Дилан Селлерс уволил сценариста Терри Хэйеса за то, что тот отказался добавить в фильм сцену с футболом (идеей Селлерса), Филипп Нойс в знак протеста немедленно покинул проект, вслед за ним ушёл и Оливер Стоун, потерявший окончательно интерес к проекту. Вскоре и сам Дилан Селлерс попал в тюрьму после ДТП. Проект был заморожен, но его по-прежнему рассматривали как многообещающий проект, и поэтому съёмки возобновили. В качестве режиссёра пригласили Криса Коламбуса, ранее работавшего над фильмами Один дома и Один дома 2, а также сценариста Сэма Хэмма.
Сэм почти полностью переписал сюжет, согласно которому в гавань Нью-Йорка падает звездолёт с астронавтом-обезьяной, которая оказалась носителем вируса, вызывающего эпидемию, из-за которой погибают все младенцы. Группа учёных чинит звездолёт и отправляется на родную планету обезьяны, где встречает развитую цивилизацию приматов, которые обращаются с примитивными людьми, как с животными. Трой и его команда поражают обезьян своим развитым интеллектом, общество обезьян раскалывается на два лагеря: тех, кто считает Троя и его команду опасными и нежелательными элементами, и правозащитников, борцов за права людей. Вскоре Трой узнаёт, что на Альфе Центавра существовала высокоразвитая человеческая цивилизация, которая погибла в результате восстания эволюционировавших обезьян и об этой тайне знает нынешнее правительство обезьян, которое послало звездолёт на Землю, чтобы уничтожить человечество и на Земле. Трою при помощи союзников удаётся разработать антивирус и отправиться обратно на Землю, где, однако, человечество вымерло и среди руин живут разумные обезьяны.
Сюжет был максимально приближен к первоисточнику, однако Хэмм слишком увлёкся пародированием земной культуры, в частности, где обезьянья верхушка тайно смотрит разные земные телесериалы и копирует имена известных земных брендов, в результате чего появилась серия закусочных «Банана-Кинг» или фильмы-пародии на «Один дома» или мультики про Микки Манки. Злоупотребление пародиями разрушало общую атмосферу фильма. В этот момент Крис Коламбус выбыл из проекта из-за смерти матери, и его заменили Джеймсом Кэмероном. Однако Кэмерон в этот момент был увлечён созданием фильма Титаник и практически отказался от участия в проекте. Тем временем Шварценеггер испортил свою репутацию после выхода провального фильма «Бэтмен и Робин» и перенёс операцию на сердце, после чего временно оставил карьеру актёра. Проект был окончательно заморожен.

### Разработка
После удачного выхода фильмов «Матрица» и «Звёздные войны: Скрытая Угроза» интерес к фантастике снова вырос. На этом фоне Fox решила реанимировать проект. В качестве сценариста пригласили Уильяма Бройлса, которому разрешили написать желаемый сценарий без привязки к предыдущим фильмам и книге Буля. В качестве режиссёра пригласили Тима Бёртона, который являлся фанатом оригинального произведения и хотел создать «неповторимую» историю, в то же время с уважительным отношением к оригиналу. Однако Бёртону поставили условие, что он должен закончить фильм к 2001 году. Поэтому режиссёру пришлось выполнить монтаж всего за три месяца. Другая проблема крылась в недостаточном бюджете, который не позволил режиссёру реализовать все его задумки, например, пришлось отказаться от людей-мутантов или деления обезьян на касты. Другим источником споров стала изначально задуманная любовная линия между астронавтом Лео Дэвидсоном и шимпанзе Ари. Fox, усмотрев в этом зоофилию, немедленно потребовала убрать любые намёки на роман между персонажами. В результате в быстром порядке в сюжет была добавлена женщина-пассия Лео, которую сыграла Эстелла Уоррен. Роман между ней и Лео выглядел неубедительным и натянутым.

## Критика
Фильм получил смешанные отзывы кинокритиков. На сайте Rotten Tomatoes фильм имеет рейтинг 44 % на основе 160 рецензий со средним баллом 5,51 из 10. На сайте Metacritic фильм имеет оценку 50 из 100 на основе 34 рецензий критиков, что соответствует статусу «смешанные или средние отзывы».